# 李对红
李对红（1970年1月25日—），北京市人，是一名中国女子射击运动员。

## 战绩
1996年第26届夏季奥运会女子25米运动手枪射击中，她获得金牌得主，并创奥运会记录。此后该项目冠军一直旁落其他国家，直至2008年北京奥运会女子25米运动手枪比赛中，陈颖以破奥运决赛纪录的793.4环成绩夺得金牌，再次获得这个奥运项目冠军。

## 外部連結
- 李对红在国际奥林匹克委员会的资料